# 宇津江町
宇津江町（うづえちょう）は、愛知県田原市の地名。37の小字が設置されている。

## 地理
旧渥美町東端部に位置する。西は江比間町、北は三河湾に接する。周囲を山に挟まれた地域で、酪農・温室および露地による農業・漁業が行われる農漁業地域といえる。

### 字一覧
字名は以下の通りである。
| - 荒古（あらこ） - 居山（いやま） - 上ノ原（うえのはら） - 上野山（うえのやま） - 内荒古（うちあらこ） - 大木山（おおぎやま） - 大沢（おおさわ） - 君方（きみかた） - 崩（くずれ） - 畔ケ脇（くろがわき） - 小沢（こさわ） - 坂北（さかきた） - 坂南（さかみなみ） | - 猪込（ししごみ） - 下仲野（したなかの） - 新居山（しんいやま） - 新上野山（しんうえのやま） - 新切（しんきり） - 新前田（しんまえだ） - 新南原（しんみなみはら） - 外新田（そとしんでん） - ドウ亀（どうがめ） - ドンド（どんど） - 長尾（ながお） - 仲島（なかじま） | - 仲田（なかだ） - 中原（なかはら） - 七ツ山（ななつやま） - 浜海道（はまかいどう） - 浜田（はまだ） - 東田（ひがしだ） - 東原（ひがしはら） - 前田（まえだ） - 南（みなみ） - 南原（みなみはら） - 向畑（むかいばた） - ワルマ（わるま） |

## 歴史

### 地名の由来
船着場として機能していた入江の名称に由来するという。

### 沿革
- 慶長6年 - 三河国渥美郡野田村より分村したことにより、同郡宇津江村として成立[7]。成立当初は幕府領であった[7]。
- 寛永5年 - 豊後国日田藩領となる[7]。
- 寛永10年 - 再び幕府領に転じる[7]。
- 寛文4年 - 一部が日田藩領に戻り、相給となる[7]。
- 天和元年 - 志摩国鳥羽藩・田原藩の相給となる[7]。
- 安永元年 - 遠江国相良藩・田原藩の相給となる[7]。
- 天明2年 - 上総国大多喜藩・田原藩の相給となる[7]。
- 天明5年 - 旗本諏訪氏・田原藩の相給となる[7]。
- 1889年（明治22年） - 合併に伴い、泉村大字宇津江となる[7]。
- 1955年（昭和30年） - 合併に伴い、渥美町大字宇津江となる[7]。
- 2005年（平成17年）10月1日 - 合併に伴い、田原市宇津江町となる。

## 世帯数と人口
2015年（平成27年）10月1日現在の世帯数と人口は以下の通りである。
| 町丁     | 世帯数 | 人口  |
| -------- | ------ | ----- |
| 宇津江町 | 70世帯 | 265人 |

### 人口の変遷
国勢調査による人口の推移
| 2005年（平成17年） | 325人 | [ 8 ] |  |
| 2010年（平成22年） | 299人 | [ 9 ] |  |
| 2015年（平成27年） | 265人 | [ 2 ] |  |

## 学区
市立小・中学校に通う場合、学区は以下の通りとなる。また、公立高等学校に通う場合の学区は以下の通りとなる。
| 番・番地等 | 小学校           | 中学校               | 高等学校 |
| ---------- | ---------------- | -------------------- | -------- |
| 全域       | 田原市立泉小学校 | 田原市立赤羽根中学校 | 三河学区 |

## 交通

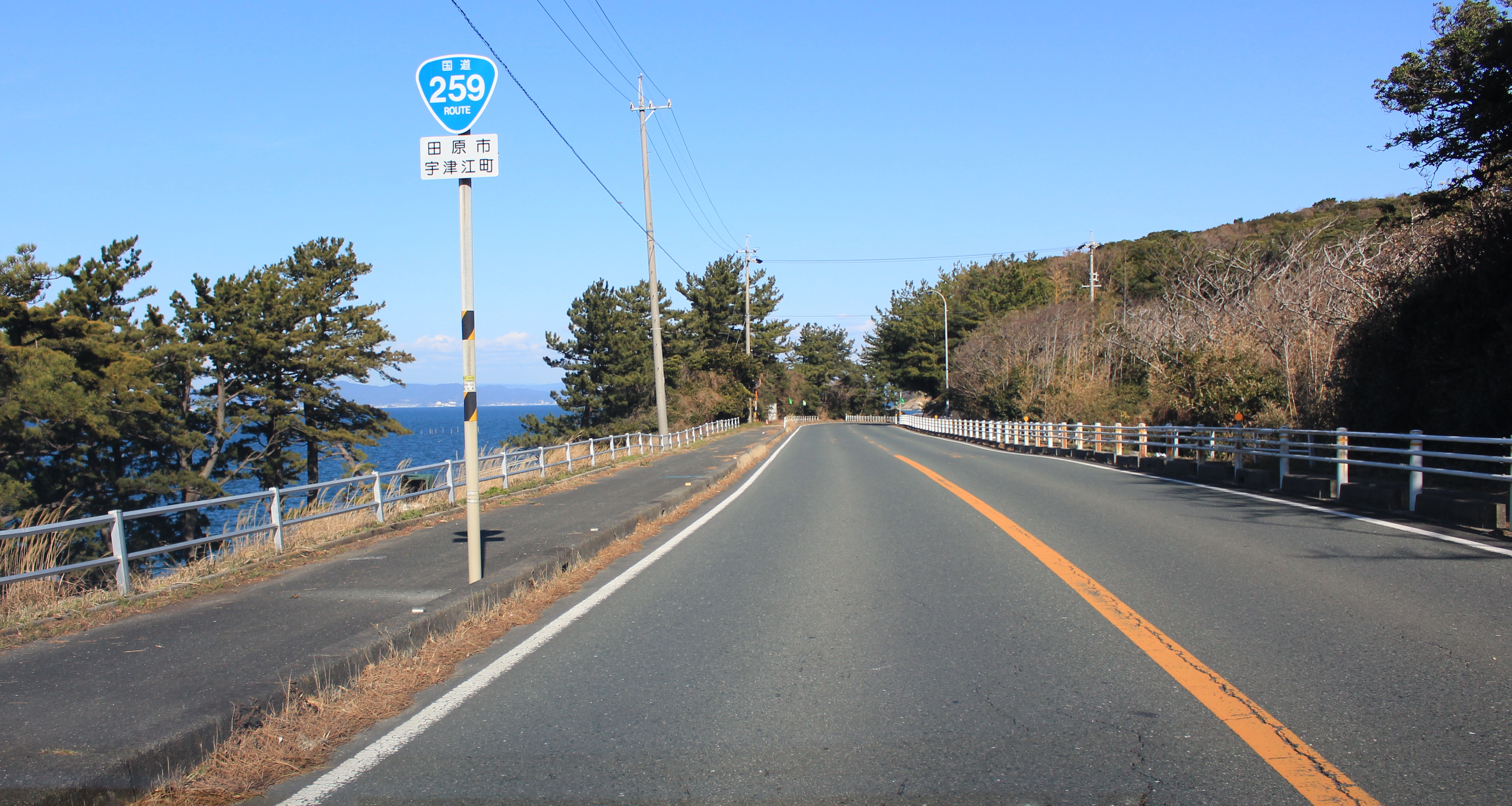
宇津江町内の国道259号（2016年2月）

- 国道259号（田原街道）[5]
- 豊橋鉄道バス 宇津江停留所[5]

## 施設

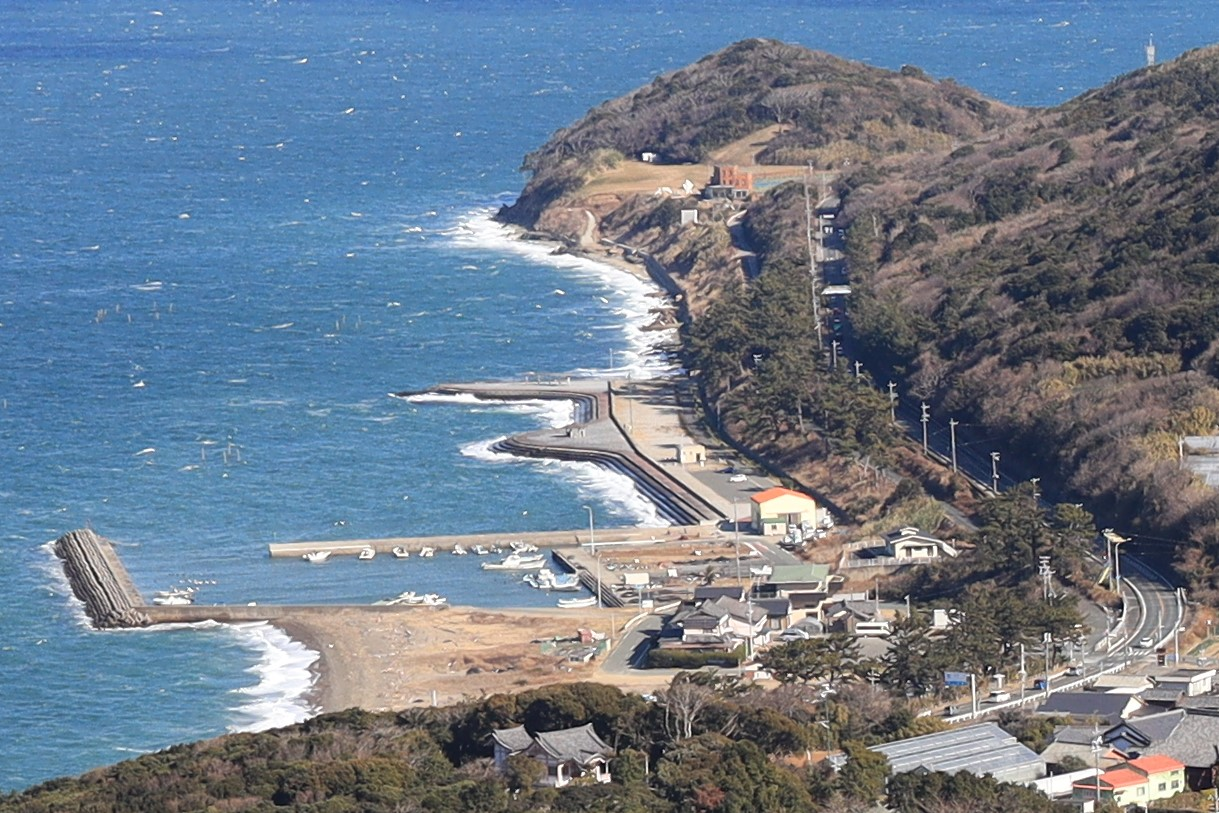
宇津江漁港と宇津江海水浴場

- 宇津江漁港[5]
- 宇津江海水浴場[5]
- 八幡社[5]
- 真宗大谷派西円寺[5]

## その他

### 日本郵便
- 郵便番号 : 441-3601[3]（集配局：渥美郵便局[12]）。